# Tixkokob
Tixkokob är en ort i Mexiko.   Den ligger i kommunen Tixkokob och delstaten Yucatán, i den östra delen av landet, 1 000 km öster om huvudstaden Mexico City. Tixkokob ligger 13 meter över havet och antalet invånare är 10 228.
Terrängen runt Tixkokob är mycket platt. Runt Tixkokob är det ganska tätbefolkat, med 83 invånare per kvadratkilometer. Närmaste större samhälle är Kanasín, 18,6 km väster om Tixkokob. Trakten runt Tixkokob består till största delen av jordbruksmark.